# Oasi (album)
Oasi è un album dei Pooh del 1988. Premiato con il disco d'oro ancora prima dell'uscita dell'album per il boom delle prenotazioni, debutta al 4º posto della hit parade settimanale. Nella hit parade annuale risulta il 36º album più venduto.

## Il disco
Segna un momento in cui i componenti intensificano la loro collaborazione con il WWF; tra l'altro, la copertina del disco è in carta riciclata: una patina di ecologismo e di impegno per la pace nel mondo sembra caratterizzare l'immagine del complesso in questo periodo. Anche la veste grafica conferma questa tendenza, rappresentando il desiderio di armonia nelle relazioni umane con una stretta di mano tra due persone.
La propensione a pace e correttezza politica traspare nei testi di brani come Senza frontiere o Nell'erba, nell'acqua, nel vento, entrambe cantate da Roby; comunque, anche in questo disco prevale l'argomento amoroso: tra i brani più indubbiamente noti dell'album si ricordano Che vuoi che sia, cantata da Dodi, e La ragazza con gli occhi di sole, cantata da Stefano.
Il tecnico del suono del disco è Renato Cantele, mentre gli arrangiamenti sono curati da Fio Zanotti.

## Tracce
1. Senza frontiere (Facchinetti-Negrini) - 4'23" - Voce principale: Roby
2. Che vuoi che sia (Facchinetti-D'Orazio) - 6'17" - Voce principale: Dodi
3. Io da solo (Facchinetti-Negrini) - 4'55" - Voci principali: Dodi, Red, Roby, Stefano
4. Ti dirò (Canzian-Negrini) - 4'49" - Voce principale: Red
5. La ragazza con gli occhi di sole (Battaglia-D'Orazio) - 4'02" - Voce principale: Stefano
6. Linea calda (Canzian-Negrini) - 5'23" - Voce principale: Red
7. Niente a parte l'amore (Facchinetti-Negrini) - 4'55" - Voce principale: Roby
8. Stare bene fa bene (Battaglia-Negrini) - 4'45" - Voce principale: Dodi, Red, Roby
9. Due donne (Battaglia-Negrini) - 4'47" - Voce principale: Dodi
10. Nell'erba, nell'acqua, nel vento (Facchinetti-Negrini) - 4'43" - Voce principale: Roby

## Formazione
- Roby Facchinetti - voce, pianoforte, tastiera
- Dodi Battaglia - voce, chitarra
- Stefano D'Orazio - voce, batteria, percussioni
- Red Canzian - voce, basso